# Анаеробне окиснення амонію
Анаеробне окиснення амонію або анамокс (англ. anammox) — біохімічний процес окиснення іона амонію нітрит-аніоном мікроорганізмами за анаеробних умов. Цей процес служить джерелом енергії для фіксації вуглекислого газу. Процес описаний у наступних родів бактерій: Brocadia, Kuenenia, Anammoxoglobus, Jettenia, Scalindua, всі вони відносяться до планктоміцетів (Planctomycetaceae).
Можливість такого процесу передбачив 1977 року австрійський хімік Енґельберт Брода, практично процес відкритий 1986 року в анаеробних реакторах очисної станції компанії «Gist Brocades» (зараз — DSM) у Делфті. Зараз розроблена промислова технологія очищення стічних вод від сполук азоту за допомогою бактерій, що здійснюють анаеробне окиснення амонію. Так, у Роттердамі (Нідерланди) була побудована і запущена перша очисна станція на її основі. Важливими перевагами цієї технології є зменшення викидів CO2 в атмосферу на 85-90 % в порівнянні з традиційними методами, а також відносна дешевизна.

## Біохімія процесу
Загальне рівняння реакції анаеробного окиснення амонію:
NH+
4 + NO−
2 → N2 + 2H2O.
У бактерій, що здійснюють цей процес, існує велика вакуоль, що займає до 2/3 об'єму клітини і називається анамоксисомою.
Першим етапом є відновлення нітриту за участю нітритредуктази до NO. Потім ферментом гідрозингидролазою NO відновлюється амонієм до гідразину (N2H4). Анаеробне окиснення амонію — єдиний біологічний процес, в ході якого утворюється гідразин. Згодом фермент гідразиноксидоредуктаза окиснює гідразин до N2. Окиснювачем при цьому служить новий нітрит-аніон, що відновлюється на першій стадії. Електрони до нього переносяться по короткому електронтранспортному ланцюгу, локалізованому в мембрані анамоксисоми. Перенесення супроводжується транспортом через мембрану протонів (іонів водню), а отриманий електрохімічний потенціал на мембрані використовується АТФ-синтазою для утворення АТФ.
Бактерії, що здійснюють процес, є автотрофами, фіксація CO2 проводиться у них за ацетил-КоА-шляху. Швидкість росту цих організмів украй низька: на подвоєння біомаси йде близько двох тижнів.

## Умови протікання реакцій
Ферменти анаеробного окиснення амонію функціонують за температурами від 6 до 43°C і pH від 6,7 до 8,3 з оптимумом 8,0. За оптимальними умовами швидкість процесу може досягати 55 мкмоль NH+
4 на грам гідразингідролази за хвилину. Окиснення амонію інгібується молекулярним киснем у концентраціях всього в 0,5 % від атмосферної.